# Dominik Rubáš
Domink Rubáš (* 3. dubna 1988 Liberec) je český vědecký pracovník, pedagog Technické univerzity v Liberci, spolupracovník Geoparku Ralsko, popularizátor vědy a autor publikací s přírodovědnou tematikou.

## Životopis
Dominik Rubáš celý svůj život žije v Českém Dubu v okrese Liberec. Po skončení základní školy v Českém Dubu a maturitě na gymnáziu v Mnichově Hradišti absolvoval na Fakultě přírodovědně-humanitní a pedagogické Technické univerzity v Liberci bakalářský studijní program v oborech Fyzika se zaměřením na vzdělávání a Geografie se zaměřením na vzdělávání. Následný magisterský studijní program v oboru Fyzická geografie a geoekologie na Přírodovědecké fakultě Univerzity Karlovy zakončil diplomovou prací, v níž se zaměřil na problematiku bioklimatologických podmínek ve městě Libereci.
V eoce 2016 získal na Přírodovědecké fakultě Univerzity Karlovy v Praze titul RNDr. a v roce 2019 zahájil na katedře sociální geografie a regionálního rozvoje PřF UK studium v doktorském studijním programu Didaktika geografie.
Již během studia působil Dominik Rubáš jako lektor na některých pražských základních školách, kde vedl vědecké kroužky Věda nás baví. V roce 2013 zahájil svou pedagogickou kariéru na základní škole v obci Kobyly na Liberecku a o rok později začal spolupracovat s obecně prospěšnou společností Geopark Ralsko jako její geolog a geograf.

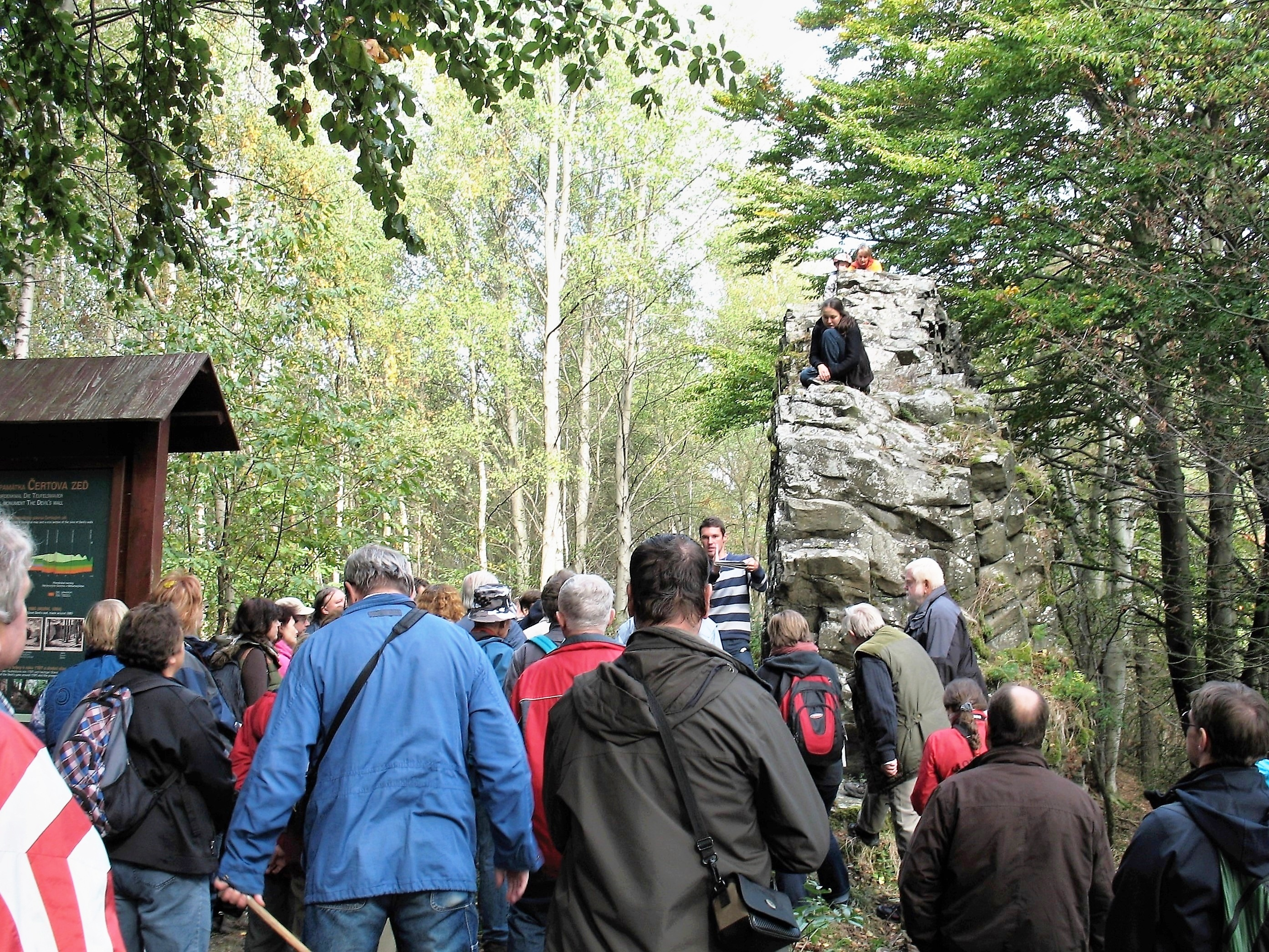
Domink Rubáš jako průvodce při exkurzi České geologické společnosti u národní přírodní památky Čertova zeď

Od roku 2019 pracuje Dominik Rubáš jako asistent na katedře primárního vzdělávání Technické univerzity v Liberci a od roku 2022 jako asistent na katedře geografie této univerzity..
Popularizaci vědy a přírodních fenoménů se věnuje nejen jako pedagog, ale i prostřednictvím médií (Toulavá kamera, rozhlas) či jako přednášející nebo průvodce v rámci odborných exkurzí.

## Publikace
- Krásy neživé přírody v Podještědí (2012), 978-80-7075-802-1
- Prameny a studánky v Podještědí (2014), 978-80-260-6272-1
- Přírodní klenoty Podještědí : obrazový průvodce krajinou (2017), 978-80-270-2857-3
- Geologický mapováček (2021), 978-80-907994-1-7
- Activity book of geocamp : příručka pro terénní výuku (2023), 978-80-7494-661-5

Své příspěvky publikoval rovněž v časopisech Krásy Česka, Vesmír a Tarsicius a ve sbornících Od Ještěda k Troskám a Sborníku severočeského muzea.

## Ocenění
Rubášova kniha Přírodní klenoty Podještědí zvítězila v soutěži Kniha roku Libereckého kraje 2017 v kategorii populárně-naučná literatura. V roce 2014 se Dominik Rubáš stal nejmladším členem městského zastupitelstva v Českém Dubu a jako zastupitel zde působil až do roku 2022. V roce 2018 získal ocenění Osobnost Českodubska a v roce 2020 byl zapsán do Encyklopedie osobností České a Slovenské republiky (British Publishing House). V roce 2023 byl vybrán mezi semifinalisty Global Teacher Prize Czech Republic.